# Parti socialiste de France (Guesdisten)

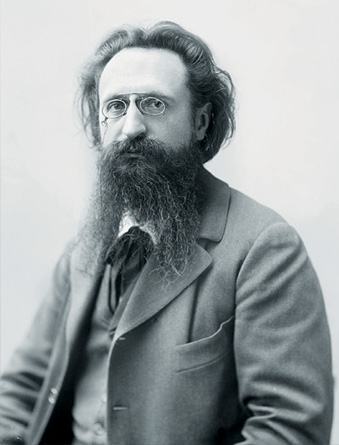
Jules Guesde

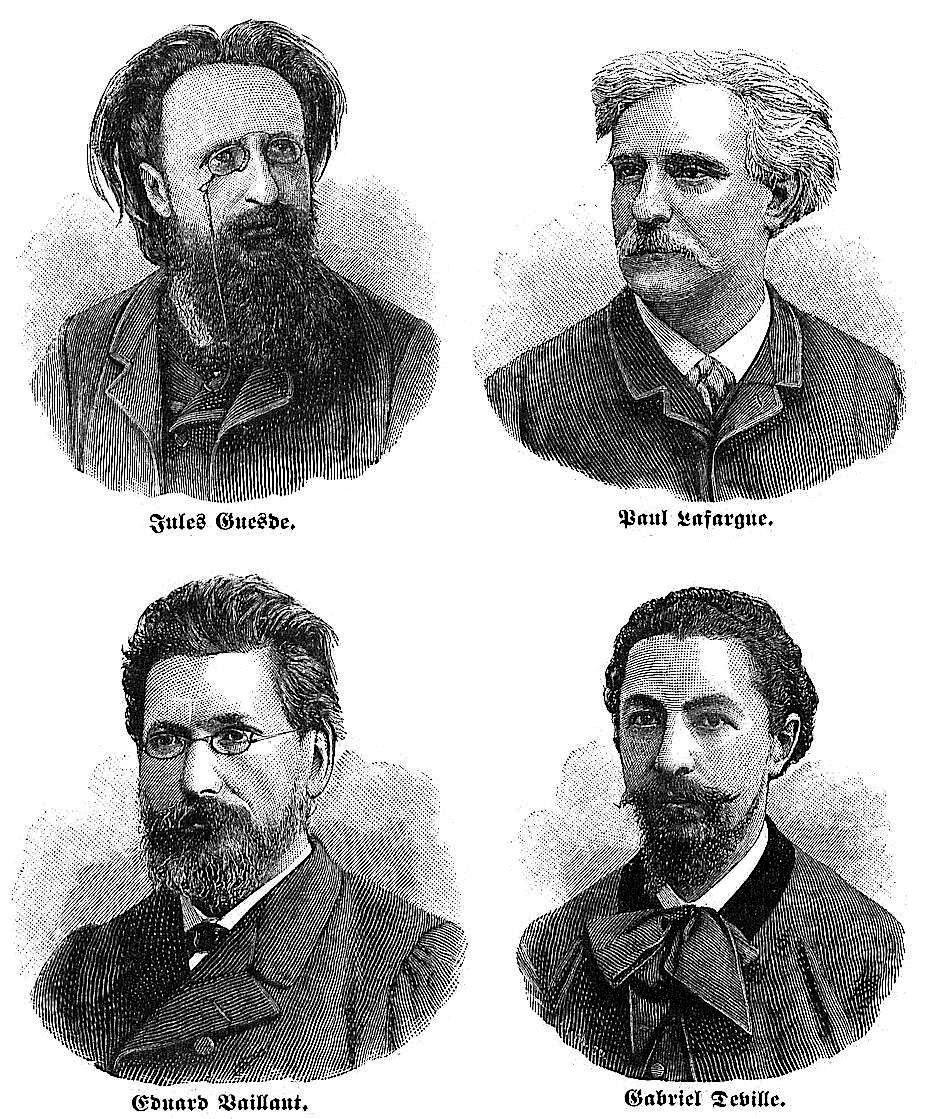
Vorkämpfer des französischen Proletariats (Der wahre Jacob 1890)

Die Parti socialiste de France (Sozialistische Partei Frankreichs, PSdF) war eine politische Partei in Frankreich, die von 1902 bis 1905 bestand. Zur Unterscheidung von anderen Parteien ähnlichen Namens wird sie meist als Parti socialiste de France (Guesdisten) bezeichnet, was sich von Jules Guesde ableitet, einer prägenden Persönlichkeit dieser Partei.

## Geschichte
Die Parti socialiste de France wurde im September 1902 auf dem Kongress von Commentry durch den Zusammenschluss der marxistischen Parti ouvrier français (Französische Arbeiterpartei, POF) von Jules Guesde und der marxistischen und blanquistischen Parti socialiste révolutionnaire (Revolutionäre Sozialistische Partei, PSR) von Édouard Vaillant, der auch die Alliance communiste révolutionnaire (Revolutionärer Kommunistischer Bund) angehörte, gegründet.
Der Fusionsprozess zwischen der POF und der PSR begann nach der gemeinsamen Verurteilung der Regierungsbeteiligung eines sozialistischen Ministers (Alexandre Millerand) auf dem Kongress der sozialistischen Organisationen am 28. September 1900 in Paris. Im November 1901 erfolgte die formelle Gründung der Partei, zunächst als Unité socialiste révolutionnaire (Revolutionäre sozialistische Einheit, USR, 1902 umbenannt). Als Parteiorgan fungierte Le Socialiste, das ehemalige Organ der POF.
Parteikongresse fanden im September 1903 in Reims, im April 1904 in Lille und im April 1905 in Paris statt. 1904 zählte sie 16.000 Mitglieder. Bei den Kommunalwahlen von 1904 verlor die PSdF allerdings drei Bürgermeisterämter (Lille, Bourges, Montluçon); sie stellte 59 Gemeinderäte, darunter in Alfortville, Ivry-sur-Seine, Gentilly und Le Kremlin-Bicêtre im Département Seine.
Die Parti socialiste de France wurde von einer 15-köpfigen Exekutivkommission geführt, der u. a. Jules Guesde, Édouard Vaillant, Bracke, Louis Dubreuilh, Arthur Groussier, Paul Lafargue angehörten. Nach den Parlamentswahlen von 1902 gründeten ihre Abgeordneten die groupe socialiste révolutionnaire (revolutionär-sozialistische Fraktion). Bei ihrer Gründung am 31. Mai 1902 zählte diese nur 12 Mitglieder, während die Fraktion der Jaurès-Sozialisten 37 Abgeordnete umfasste:
- Maurice Allard[8] (Var)
- Jean Bouveri[9] (Saône-et-Loire)
- Emmanuel Chauvière[10] (Seine)
- Paul Constans[11] (Allier)
- Jules Coutant[12] (Seine)
- Victor Dejeante[13] (Seine)
- Gustave Delory[14] (Nord)
- Jacques Dufour[15] (Indre)
- Marcel Sembat (Seine)
- Léon Thivrier[16] (Allier)
- Édouard Vaillant (Seine)
- Albert Walter[17] (Seine)

Die Partei stellt in der Rückschau eine Etappe in der Vereinigung der französischen Sozialisten dar, die im April 1905 zur Gründung der Section française de l’Internationale ouvrière (SFIO) durch den Zusammenschluss der Parti socialiste de France und der Parti socialiste français führte.